# Langolen
Langolen är en kommun i departementet Finistère i regionen Bretagne i västra Frankrike. Kommunen ligger i kantonen Briec som tillhör arrondissementet Quimper. År 2022 hade Langolen 839 invånare.

## Befolkningsutveckling
Antalet invånare i kommunen Langolen
Referens:INSEE